# Arciera lanuginosa
Arciera lanuginosa är en fjärilsart som beskrevs av Rothschild 1917. Arciera lanuginosa ingår i släktet Arciera och familjen tandspinnare. Inga underarter finns listade i Catalogue of Life.